# Мело, Патрисия
Патрисия Мело или Мелу (порт. Patrícia Melo, 2 октября 1962, Асис) — бразильская писательница.

## Биография и творчество
Выступает как прозаик и драматург, пишет киносценарии, работает на телевидении. Сквозная тема романов и драм писательницы, нередко имеющих уголовно-детективный сюжет, — роль насилия в бразильском обществе. Произведения переведены на английский, французский, немецкий, испанский, итальянский, нидерландский, шведский, финский, китайский языки, получили ряд премий в стране и за рубежом (Франция, ФРГ).
Жила в Португалии, в Швейцарии (Лугано). Муж — дирижёр и композитор Джон Нешлинг.

## Произведения
- Вода Тофаны/ Acqua Toffana (1994)
- Убийца/ O Matador (1995, экранизирован в 2003 Жозе Энрике Фонсекой по сценарию Рубена Фонсеки)
- Хвала лжи/ Elogio da Mentira (1998)
- Ад/ Inferno (2000, премия Жабути)
- Две женщины, один труп/ Duas Mulheres e um Cadáver (2001, пьеса)
- Шанго с Бейкер-стрит/ O Xangô de Baker Street (2001, сценарий по рассказам Конан Дойля)
- Жаба и Спалланцани/ Bufo & Spallanzani (2001, сценарий по роману Рубена Фонсеки, 1985)
- Чёрный вальс/ Valsa Negra (2003)
- Коробка/ A Caixa (2003, пьеса)
- Потерянный мир/ Mundo perdido (2006)
- Jonas, o Compromanta (2008)
- A Ordem do Mundo (2008, пьеса)
- Aranha Dailili (2009)
- Путешествие Филумены/ A Viagem de Filomena (2009)
- Похититель трупов/ Ladrão de Cadáveres (2010)
- Escrevendo no escuro (2011, новеллы)

## Публикации на русском языке
- Матадор. М.: Махаон, 2005